# 호세 알투베
호세 카를로스 알투베(Jose Carlos Altuve, 1990년 5월 6일 ~ )는 베네수엘라의 야구 선수로, 메이저 리그에 소속되어 있는 휴스턴 애스트로스의 2루수이다. 2014년 루이스 아파리시오 상을 수상했다.